# Erdene (distrikt i Mongoliet, Töv)
Erdene (mongoliska: Эрдэнэ Сум, Эрдэнэ, Erdene Sum) är ett distrikt i Mongoliet.   Det ligger i provinsen Töv, i den centrala delen av landet, 80 km öster om huvudstaden Ulaanbaatar.